# モンブラン (企業)

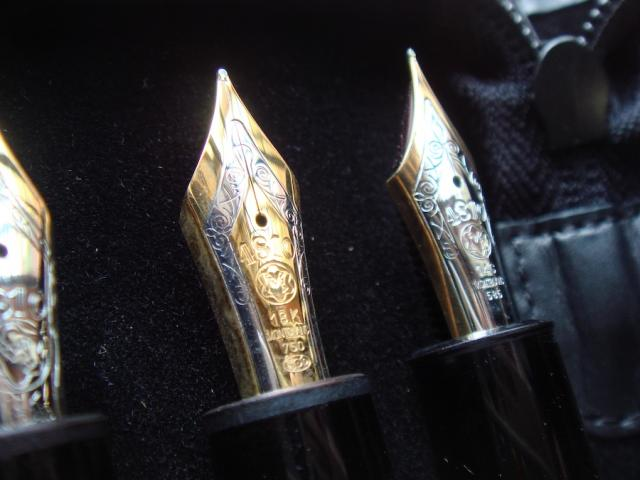
モンブラン マイスターシュテュック 149 ニブ

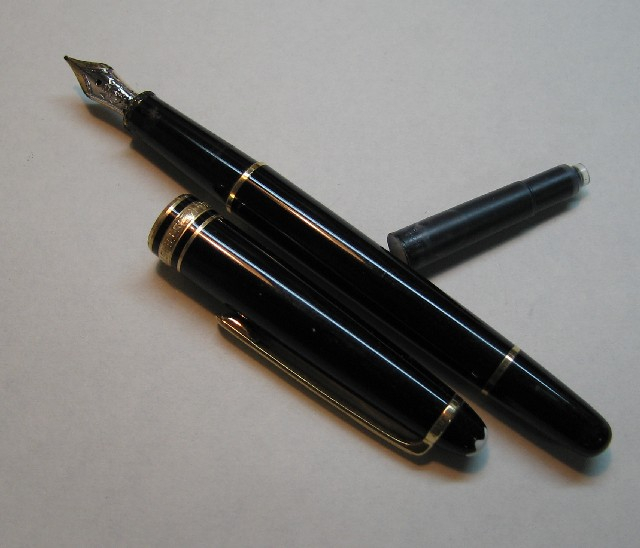
モンブランの万年筆

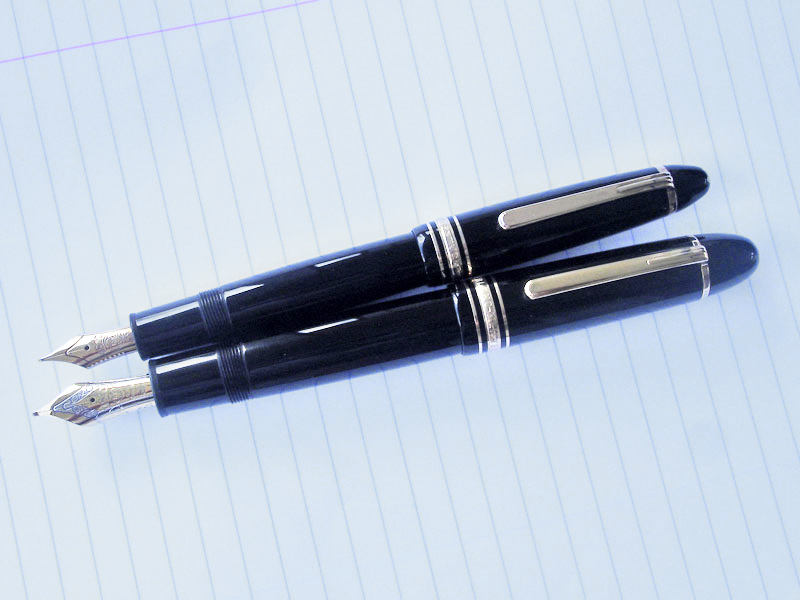
モンブランの万年筆

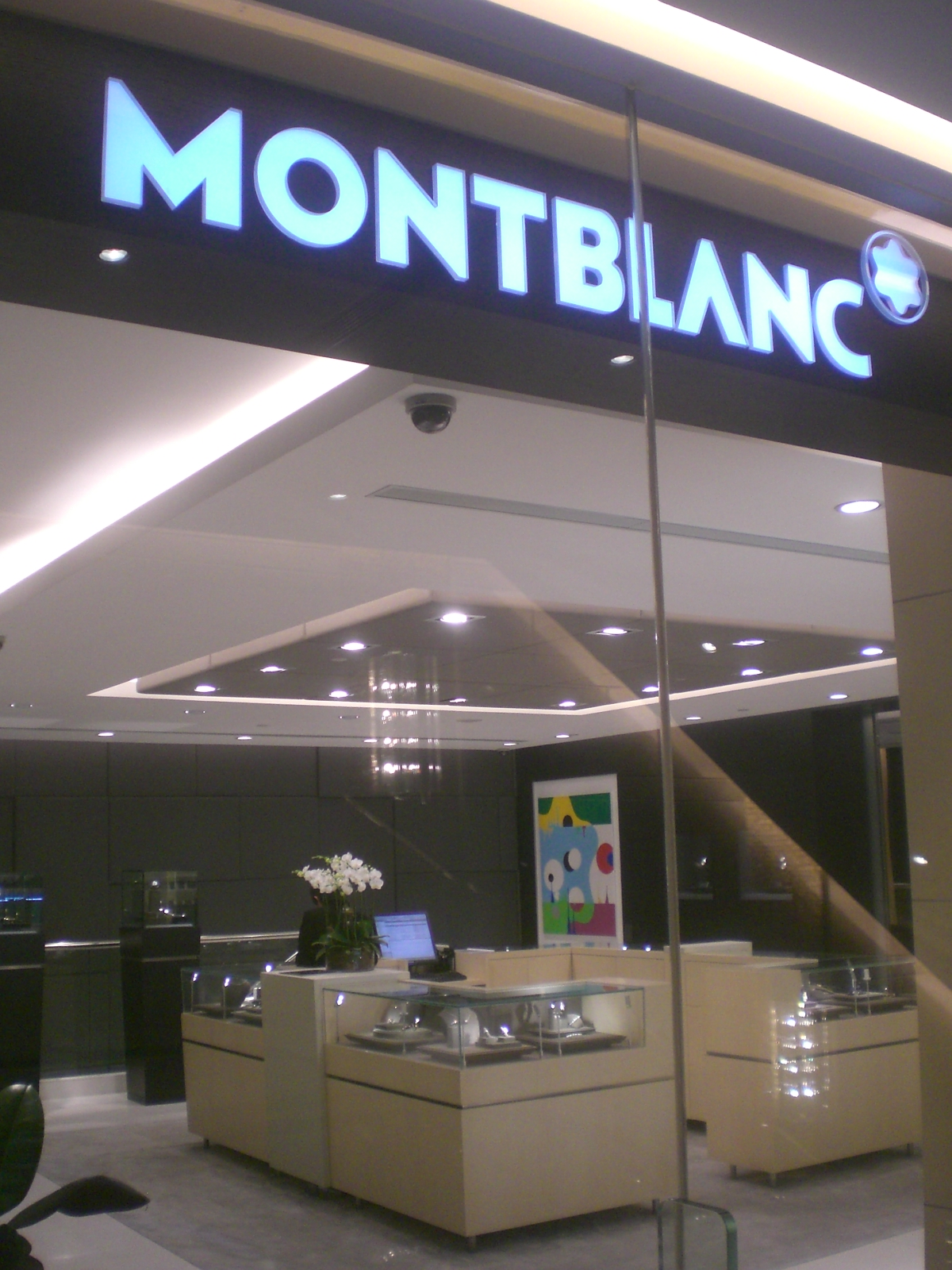
モンブランの店舗

モンブラン (Montblanc) はスイスの装飾品コングロマリット、リシュモングループが所有する筆記具ブランドである。
前身の「シンプロ・フィラーペン・カンパニー」を含めると1906年から続く、ドイツを起源とした高級筆記具メーカー。
近年では腕時計、フレグランス、革製品なども多角的に販売を開始し、2013年度の売上高の6割弱は腕時計、フレグランス、革製品などが占めるなど、筆記具のみならぬ展開を広げている。
製品には、アルプス最高峰モンブランの頂きを覆う雪をイメージした、白い星型のマーク（「ホワイトスター」）が付くことで有名。代表的製品であるマイスターシュテュックのペン先にはモンブラン山の標高である「4810」が刻まれている。

## 歴史
- 1906年 - ハンブルクの文房具店の主人と銀行家、ベルリンのドイツ人エンジニアの3人によって万年筆の製造が開始されたことから始まる。創業当初の社名は「シンプロ・フィラーペン・カンパニー」。
- 1924年 - モンブランの代表傑作ともいえるマイスターシュテュックが発表される。
- 1934年 - ブランドイメージとしてロゴにも使用していたアルプス最高峰、モンブランの名前を取り入れる形で社名を変更。「モンブラン・シンプロ・GMBH」となる。
- 1980年代 - ダンヒルに買収される。
- 1992年 - モンブラン文化財団を設立し、モンブラン国際文化賞の授与を開始。
- 1993年 - ダンヒルがリシュモングループに買収され、リシュモンの傘下となる。
- 2006年 - 創業100周年を記念して、ダイヤモンドのホワイトスターをあしらい、モンブラン産花崗岩をキャップに使用したアニヴァーサリーエディションのマイスターシュテュックなどを発表した。

## 代表製品

### 主な現行製品
- マイスターシュテュック - モンブランの代表的な製品であり、最も有名なモデルと評される筆記具シリーズ。黒いレジン（樹脂）に金もしくはプラチナのトリム。赤いレジンもかつて存在したが今は生産中止となっている。万年筆（吸入式、両用式、カートリッジ式、カートリッジホルダー式）、ボールペン、ペンシル、スケッチペン、ファインライナー、ローラーボール、ドキュメントマーカーがある。サイズとして大きい順に(149)、ル・グランサイズ、クラシックサイズ、モーツァルトサイズなどと言われる。
- マイスターシュテュックソリテール - 上記マイスターシュテュックのボディに各種装飾や貴金属を用いた富裕層向けのシリーズ。万年筆（吸入式、両用式）、ボールペン、ペンシル、ファインライナー、ローラーボールがある。万年筆のペン先の金組成を除きマイスターシュテュックの大きさや仕様は基本的に変わらない。ペン先に18kが用いられることや、一部の最上級モデルに限り天冠部のホワイトスターにマザー・オブ・パールが用いられることが特徴。
- ボエム - 装飾が多くアクセサリー感覚を強めたシリーズ。胸ポケットにもすっぽりと収まる携帯性が特徴。万年筆（カートリッジ式）、ボールペン、ペンシル、ローラーボール、ファインライナーがある。万年筆には、キャップをはずし胴軸の一番後ろにねじ込むことでペン先が出てくる特殊なメカニズムが使われている。また、基本のサイズのほか、ミッドサイズやビッグサイズが存在する。ボエムにも貴金属仕様が存在し、非常に派手な装飾となっている。
- スターウォーカー - 現代性を強めたシリーズ。モンブランのトレードマークである、ホワイトスターがキャップの先端の透明な箇所に浮かぶように見えるのが特徴。万年筆（カートリッジ式）、ボールペン、ローラーボール、ファインライナーがある。キャップが尻軸にねじ込めるようになっている。

### 主な生産中止製品
- ジェネレーション - さまざまなカラーリングのシリーズ。万年筆（両用式）、ボールペン、ペンシル、ローラーボール、ファインライナーがある。昔ながらのウィングニブを採用した廉価モデル。
- ノブレス - ゴールドプレートやシルバープレート、そしてラッカーなどの装飾を選ぶことができる、細軸の廉価モデル。万年筆（両用式）、ボールペン、ペンシルがある。